# Idaea penesta
Idaea penesta là một loài bướm đêm trong họ Geometridae.